# 贝兹学院
贝兹学院（英語： /ˈbeɪts/）或譯貝茨學院，是位于美国缅因州刘易斯顿的私立文理學院，由废奴主义者于1855年建成，是新英格兰地區第一所男女同校的大学。

## 歷史

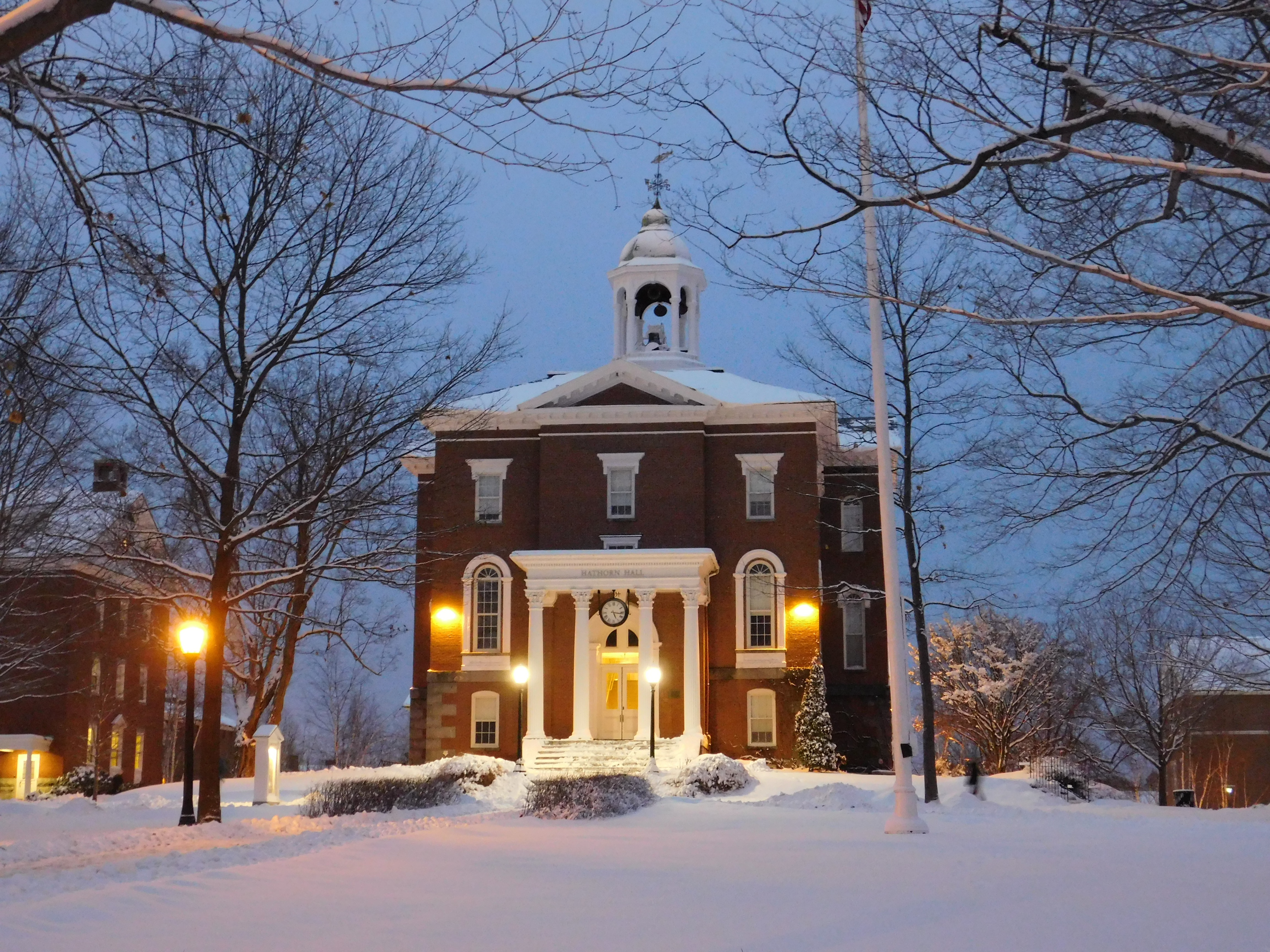
學院最古老的建築Hathorn Hall，由波士頓建築師格雷德立·布萊恩特（Gridly J.F. Bryant）建造于1856年

1855年成立時，緬因州立神學院（Maine State Seminary，貝茨學院的前身）是新英格蘭第一所男女共學的學院，作為廢奴主義者成立的學院，第一批學生中就有數名前奴隸。創始人是美國政治家歐仁·貝爾班克·切尼（Oren Burbank Cheney）。學院拒絕具有排外性質的兄弟會和姐妹會，切尼請他的朋友、美國參議員查尔斯·萨姆纳為學院寫下校訓。
2005年，《普林斯顿评论》称贝兹学院是美国大学中“最有价值的大学之一”。Elaine Tuttle Hansen在2002年成为贝兹学院第七位校长。从她擔任校长起，贝兹学院兴建了新教学楼，新餐厅，新宿舍楼等等。这些都是环保建筑。贝兹学院是绿色能源领导俱乐部（Green Power Leadership Club）的成员之一，该学校所使用的能源中占比96%的部分来自可再生资源。

## 录取
贝兹学院的新生录取率約為22%。从1984起，新学生不需提交SAT成绩为录取条件。

## 学术
贝兹学院有一个很特殊的学术本制，“4-4-1”制，一学年有两个学期：秋季和冬季。还有一个“短学期”。在短学期期间（五月），学生们只须学习一个科目。贝兹学院学生只须选学两个短学期的课。贝兹学院共有二十一个系，有二十二个专业。最受欢迎的系有政治学、心理学、经济学、英文、生物学和历史。